# Spyker 60HP
| Spyker 60HP       | Spyker 60HP                                                                              |
| ----------------- | ---------------------------------------------------------------------------------------- |
| Motor             | zescilinders in lijn met zijkleppen (T-kop)                                              |
| Inhoud            | 8676 cc                                                                                  |
| Boring X slag     | 120mm X 128mm                                                                            |
| Carburateur ratio | 4.59:1                                                                                   |
| Aandrijving       | Handgeschakelde versnellingsbak (drie versnellingen), met permanente vierwielaandrijving |
| Koppeling         | Met leer beklede kegel                                                                   |
| Ophanging         | Starre as met bladveer, zowel voor als achter met reactiestangen.                        |
| Remmen            | Trommelremmen op alle vier de wielen en motorrem op de aandrijfas                        |

De Spyker 60HP is een in Nederland gebouwde historische auto van het merk Spyker
De Spyker 60HP, gepresenteerd in 1903, maar waarschijnlijk gebouwd in 1902, werd gebouwd om mee te doen aan de wegwedstrijd Parijs-Madrid. De auto werd aanvankelijk ontworpen door de Franse ingenieur Emile Drouard, maar totdat ontwerper Laviolette zich ermee bemoeide verliep het ontwerpproces maar moeizaam.
De auto is van groot historisch belang, want het is de eerste auto met remmen op alle vier wielen, aandrijving op vier wielen (meer dan 30 jaar voor de Jeep) en met een zescilindermotor. Er werd een topsnelheid van 110 km/u mee bereikt, enorm snel voor die tijd.
Aan races zou de auto nauwelijks deelnemen; hij werd vooral gebruikt voor reclamedoeleinden. Er zijn slechts twee races bekend waaraan de Spyker 60HP deelnam, beide in Engeland. Eén was de Blackpool races in Blackpool (1904), waar een derde plaats werd behaald en de andere in Birmingham in 1906, welke gewonnen werd.
Opmerkelijk genoeg is de auto bewaard gebleven. Aanvankelijk werd hij door de directie gebruikt (die de auto liet ombouwden tot een iets praktischer variant) en daarna was hij in bezit van een aantal automusea. Hij is te zien in het Louwman Museum.
Van dit model werd ook een min of meer productiemodel gemaakt, waarbij het vermogen was teruggebracht tot 50 pk. Vanwege de hoge prijs stopte de verkoop echter al snel.

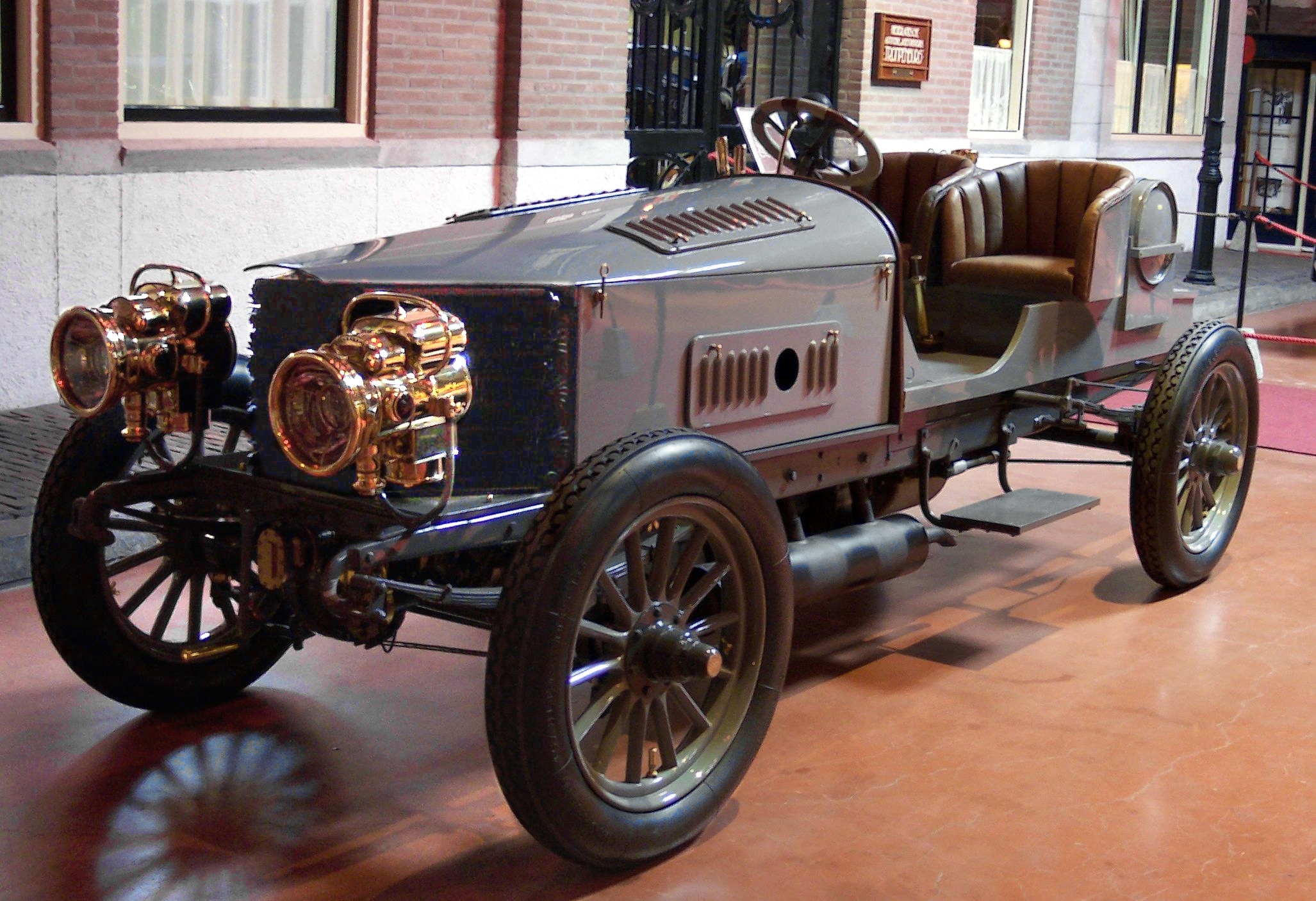
Spyker 60 H.P. 1903